# Ella Sophia Armitage
Ella Sophia Armitage (* 3. März 1841 in Liverpool; † 20. März 1931 in Middlesbrough) war eine englische Historikerin und Archäologin.

## Leben
Ella Sophia Bulley wurde 1841 als zweites von 14 Kindern des Baumwollhändlers Samuel Marshall Bulley und dessen Ehefrau Mary Rachel (geb. Raffles) geboren. Im Oktober 1871 war sie eine der ersten fünf Studierenden, die das neugegründete Newnham College in Cambridge besuchen konnten und 1874 war sie die erste Forschungsstudentin der Universität. Im gleichen Jahr heiratete sie den Pfarrer Elkanah Armitage (1844–1929), mit dem sie später eine Tochter und einen Sohn bekam.
Von 1877 bis 1879 lehrte Armitage Geschichte am Owens College in Manchester. Ihr Spezialgebiet waren mittelalterliche Burgen. 1887 war sie die erste Frau in der Schulleitung im Rotherham College und 1894 wurde sie stellvertretendes Kommissionsmitglied für James Bryce in der Königlichen Kommission für höhere Schulbildung, um die Bildung junger Mädchen in Devon zu untersuchen.
Gemeinsam mit John Horace Round, George Neilson und Goddard Henry Orpen erforschte Armitage die Geschichte mittelalterlicher Turmhügelburgen in Großbritannien. War man zuvor davon ausgegangen, dass diese Burgen angelsächsischen Ursprungs waren, konnte Armitage nachweisen, dass sie erst nach der normannischen Eroberung Großbritanniens entstanden waren. Armitage schrieb mehrere Bücher zu dem Thema. Ihr Buch The Early Norman Castles of the British Isles gehört zu den bahnbrechenden Werken in diesem Bereich.

## Auszeichnungen
- 1919: Ehren-Master der Manchester University für ihre Verdienste in der Archäologie[1]
- Ehrenmitglied der Society of Antiquaries of Scotland

## Schriften
- The Childhood of the English Nation or the Beginnings of English History. Longmans, Green, and Co, London 1877.
- Richard I. and Edward I. Longmans, Green, and Co, London 1881
- The Connection Between England and Scotland Rivingtons, London, 1885.
- A key to English Antiquities: with special reference to the Sheffield and Rotherham district. J. M. Dent & Co, London 1905.
- The Early Norman Castles of the British Isles. J. Murray, London 1912.